# Årtusendefalken
Årtusendefalken eller Tusenårsfalken alternativt Tusenåriga falken (engelska: Millennium Falcon) är en rymdfarkost i Star Wars. Den förekommer i filmerna Stjärnornas krig, Rymdimperiet slår tillbaka, Jedins återkomst, Mörkrets hämnd, The Force Awakens, The Last Jedi, Solo och The Rise of Skywalker.
I Mörkrets hämnd dyker farkosten enbart upp i bakgrunden under en kort stund, och är där nybyggd. Den saknar betydelse i filmens handling, men kan på detta sätt ändå avslöja att den existerade redan då. Den kan ses längst ner till höger, i en docka, då Obi-Wan Kenobi och Anakin Skywalker lämnar Palpatine vid senatens byggnad på planeten Coruscant.

## Handling
Årtusendefalken ägs av kapten Han Solo, förste styrman är Chewbacca. Han Solo vann farkosten från sin vän Lando Calrissian när de spelade Sabacc.
Farkosten är en ombyggd fraktfarkost. Den är tungt beväpnad med laserkanoner, och är en av de snabbaste i galaxen, samt kan färdas i överljusfart. I farkosten finns lönnutrymmen där man kan smuggla varor.

### Fotnoter
1. ↑  ”Star Wars: Databank: Millennium Falcon (Behind the Scenes)”. starwars.com. http://www.starwars.com/databank/millennium-falcon. Läst 11 oktober 2014.